# Östersunds FK
Östersunds FK – szwedzki klub piłkarski, mający siedzibę w mieście Östersund w środkowej części kraju.

## Historia
Chronologia nazw:
- 31.10.1996: Östersunds FK

31 października 1996 roku został utworzony klub Östersunds FK w wyniku fuzji trzech lokalnych klubów Ope IF, IFK Östersund i Östersund/Torvalla FF w celu stworzenia ambicyjnego klub w mieście, który byłby w stanie walczyć na dwóch najwyższych szczeblach szwedzkiego futbolu. Następnego roku Frösö IF również dołączył do projektu. Nowo utworzony klub debiutował w trzeciej dywizji w 1997 roku w miejscu Östersund/Torvalla FF, który zaprzestał istnieć. W 1998 i 1999 klub walczył w barażach o awans do drugiej dywizji, ale nieudanie. W 2005 zespół ukończył rozgrywki na drugiej pozycji, ale w 2006 po reorganizacji systemu lig pozostał w trzeciej w hierarchii lidze, która przyjęła nazwę Dywizja 1.
W 2007 dyrektor Daniel Kindberg wykorzystał swoją przyjaźń z trenerami Roberto Martinez i Graeme Jones aby rozpocząć współpracę z brytyjskim Swansea City, skąd wypożyczał młodych zawodników do Östersund. Swansea również wystąpił w meczu inauguracyjnym na nowo wybudowanym stadionie.
Po złym sezonie 2010 klub po raz pierwszy w historii został zdegradowany do czwartej ligi. Następnego roku Daniel Kindberg powrócił na stanowisko dyrektora i zwiększył wsparcie finansowe ze strony lokalnych firm. Klub zaprosił także młodego trenera Grahama Pottera, który pracował na uniwersytecie angielskim i ściągnął stamtąd kilka dobrych piłkarzy z Nike Football Academy. Po udanych transferach klub był w stanie wygrać zarówno czwartą ligę, a następnie trzecią ligę rok później. W 2013 klub debiutował w Superettan i zakończył sezon na 10-tym miejscu.
W styczniu 2014 roku klub ogłosił, że podpisał kontrakt pół miliarda koron z rządem Libii, aby rozwijać i kształcić libijskich piłkarzy. W 2015 zespół zajął drugie miejsce w Superettan i po raz pierwszy w historii awansował do Allsvenskan.

## Sukcesy

### Trofea międzynarodowe
Nie uczestniczył w rozgrywkach europejskich (stan na 31-05-2013).

### Trofea krajowe
| \| \| Zdobyte trofea w rozgrywkach Szwecji (stan na: 31-12-2015) \| |                                                            |      |                  |
| Rozgrywki                                                           | Osiągnięcie                                                | Razy | Sezon(y)         |
| Mistrzostwo                                                         | I miejsce                                                  | 0    |                  |
| Mistrzostwo                                                         | II miejsce                                                 | 0    |                  |
| Mistrzostwo                                                         | III miejsce                                                | 0    |                  |
| Mistrzostwo                                                         | 8. miejsce                                                 | 1    | 2016             |
| Puchar                                                              | zdobywca                                                   | 1    | 2016/17          |
| Puchar                                                              | finalista                                                  | 0    |                  |
| Puchar                                                              | 1/8 finału                                                 | 2    | 2013/14, 2015/16 |
| II liga                                                             | I miejsce                                                  | 0    |                  |
| II liga                                                             | II miejsce                                                 | 1    | 2015             |
| II liga                                                             | III miejsce                                                | 0    |                  |
| Szwecja                                                             | Zdobyte trofea w rozgrywkach Szwecji (stan na: 31-12-2015) |      |                  |

- Division 1 Norra (III Liga):
  - mistrz (1x): 2012

## Europejskie puchary
Legenda do wszystkich tabel:
- Q – runda eliminacyjna, 1/16, 1/8, 1/4, 1/2 – odpowiednia faza rozgrywek, Grupa – runda grupowa, 1r gr – pierwsza runda grupowa, 2r gr – druga runda grupowa, F – finał, R – runda, PO – play-off
- k. – rzuty karne, los. – losowanie, Dogr. – dogrywka, w. – zasada bramek strzelonych na wyjeździe

| Sezon   | Rozgrywki   | Runda   | Klub            | Dom | Wyjazd | Ogólnie    |
| ------- | ----------- | ------- | --------------- | --- | ------ | ---------- |
| 2017/18 | Liga Europy | 2Q      | Galatasaray SK  | 2–0 | 1–1    | 3–1        |
| 2017/18 | Liga Europy | 3Q      | Fola Esch       | 1–0 | 2–1    | 3–1        |
| 2017/18 | Liga Europy | PO      | PAOK FC         | 2–0 | 1–3    | 3–3, w.    |
| 2017/18 | Liga Europy | Grupa J | Zoria Ługańsk   | 2–0 | 2–0    | 2. miejsce |
| 2017/18 | Liga Europy | Grupa J | Hertha BSC      | 1–0 | 1–1    | 2. miejsce |
| 2017/18 | Liga Europy | Grupa J | Athletic Bilbao | 2–2 | 0–1    | 2. miejsce |
| 2017/18 | Liga Europy | 1/16    | Arsenal         | 0–3 | 2–1    | 2–4        |

## Stadion
Klub rozgrywa swoje mecze domowe na stadionie Jämtkraft Arena w Östersund, który może pomieścić 6,400 widzów.

## Skład
Stan na 23 sierpnia 2018
| Nr | Poz. | Piłkarz                                  |
| -- | ---- | ---------------------------------------- |
| 1  | BR   | Aly Keita                                |
| 2  | OB   | Tom Pettersson                           |
| 3  | PO   | Tesfaldet Tekie (wypożyczony z KAA Gent) |
| 4  | PO   | Rewan Amin                               |
| 6  | OB   | Doug Bergqvist                           |
| 7  | PO   | Frank Arhin                              |
| 8  | NA   | Jamie Hopcutt                            |
| 10 | NA   | Hosam Aiesh                              |
| 11 | PO   | Henrik Bellman                           |
| 12 | PO   | Jordan Flores                            |
| 13 | PO   | Ludvig Fritzson                          |

| Nr | Poz. | Piłkarz             |
| -- | ---- | ------------------- |
| 17 | PO   | Curtis Edwards      |
| 18 | BR   | Andreas Andersson   |
| 19 | OB   | Dennis Widgren      |
| 21 | PO   | Simon Kroon         |
| 23 | OB   | Samuel Mensiro      |
| 24 | OB   | Ronald Mukiibi      |
| 30 | BR   | Andrew Mills        |
| 32 | OB   | Patrick Kpozo       |
| 77 | OB   | Noah Sonko Sundberg |
| 88 | NA   | Jerell Sellars      |
| 99 | NA   | Dino Islamović      |

## Trenerzy
- 1997:  Leif Widegren
- 1998:  Christer Andersson
- 1999:  Sören Åkeby
- 1999–2001:  Jan Westerlund
- 2002–2003:  Hans Eskilsson
- 2004–2005:  Ulf Kvarnlöf
- 2006–2007:  Stefan Regebro
- 2007:  Neil McDonald
- 2008–2009:  Karl-Gunnar Björklund
- 2010:  Lee Makel
- 2011–2018:  Graham Potter